# Josef Menš
Josef Menš (16. května 1920 Hrochův Týnec – 28. srpna 1983 Děčín) byl český malíř a pedagog.

## Život
Studoval v ateliérech na pedagogické fakultě Univerzity Karlovy v Praze. Po skončení studia se věnoval výuce výtvarné výchovy.
Pracoval na úkolech do veřejného prostoru. Navrhl skleněné mozaiky pro Ústí nad Labem a pro Most.

## Díla
- Abstraktní kompozice, Krupka, 1971
- Figurální mozaika pro halu Hl. nádraží, 1955
- Mozaika pro obřadní síň MNV , Kynšperk nad Ohří, 1979

### Most
- Mozaika na hotelu Murom, 1983
- Skleněná mozaika pro sportovní halu,1978

### Chomutov
- Mozaika pro malometrážní byty VTŽ Chomutov, 1973
- Abstraktní motiv v tzv. objektu Merkur

### Děčín
- Dekorativní skleněná mozaika pro administrativní budovu OSP, 1978

- Mozaika pro ZDŠ Oldřichov, 1974

### Ústí nad Labem
- Děti pod sluncem,1980 až 1989
- Fotbalisté,1980 až 1989
- Volejbalisté,1980 až 1989
- Skleněná kruhová mozaika „Hra dětí“ umístěná v zahradě 40. mateřské školy a jeslí, Severní terasa, 1983
- Skleněná mozaika pro ZDŠ na Kamenném vrchu, 1980[4]

## Galerie

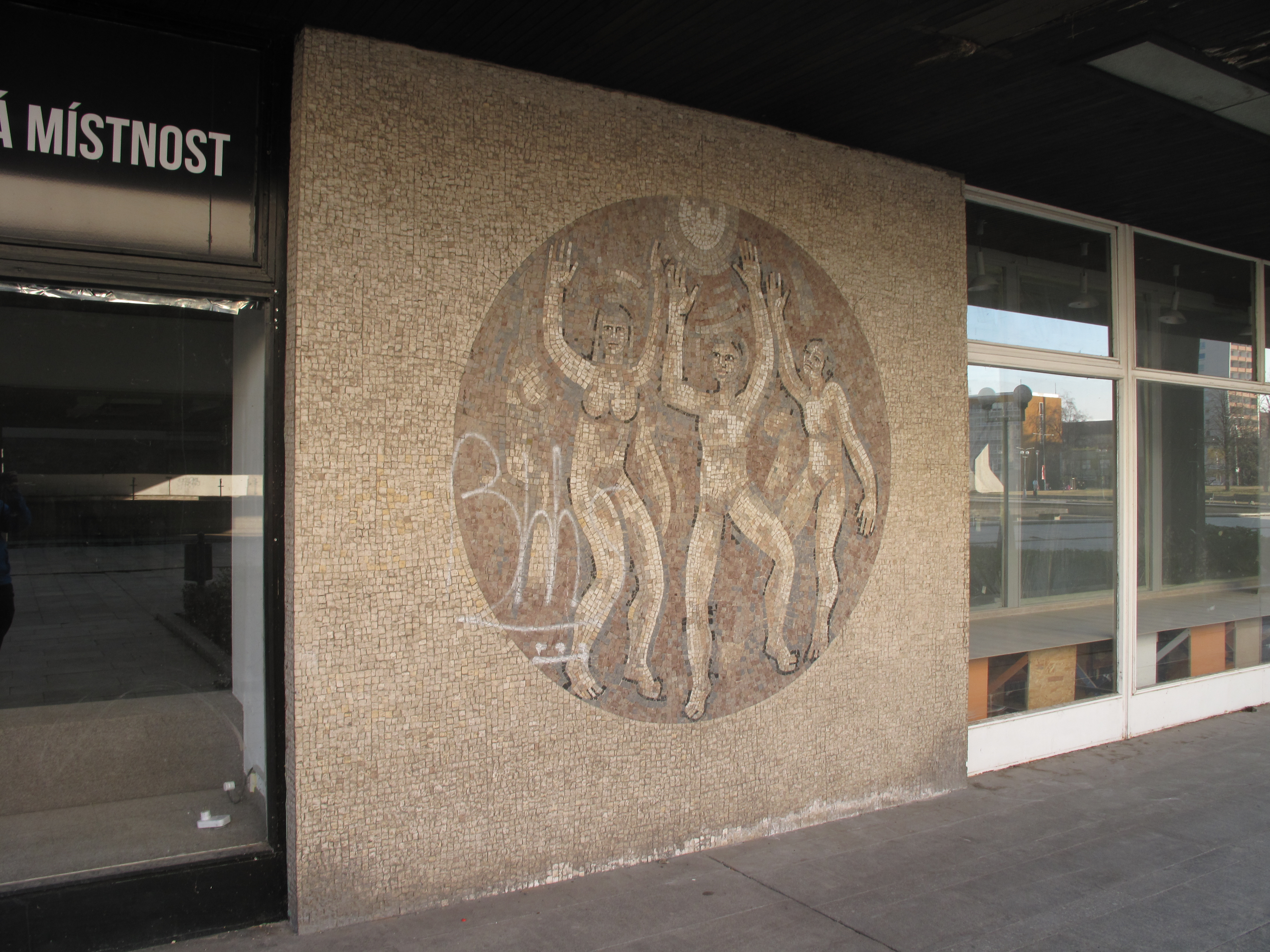
Kamenná mozaika na náměstí Velké Mostecké stávky v Mostě, 1975
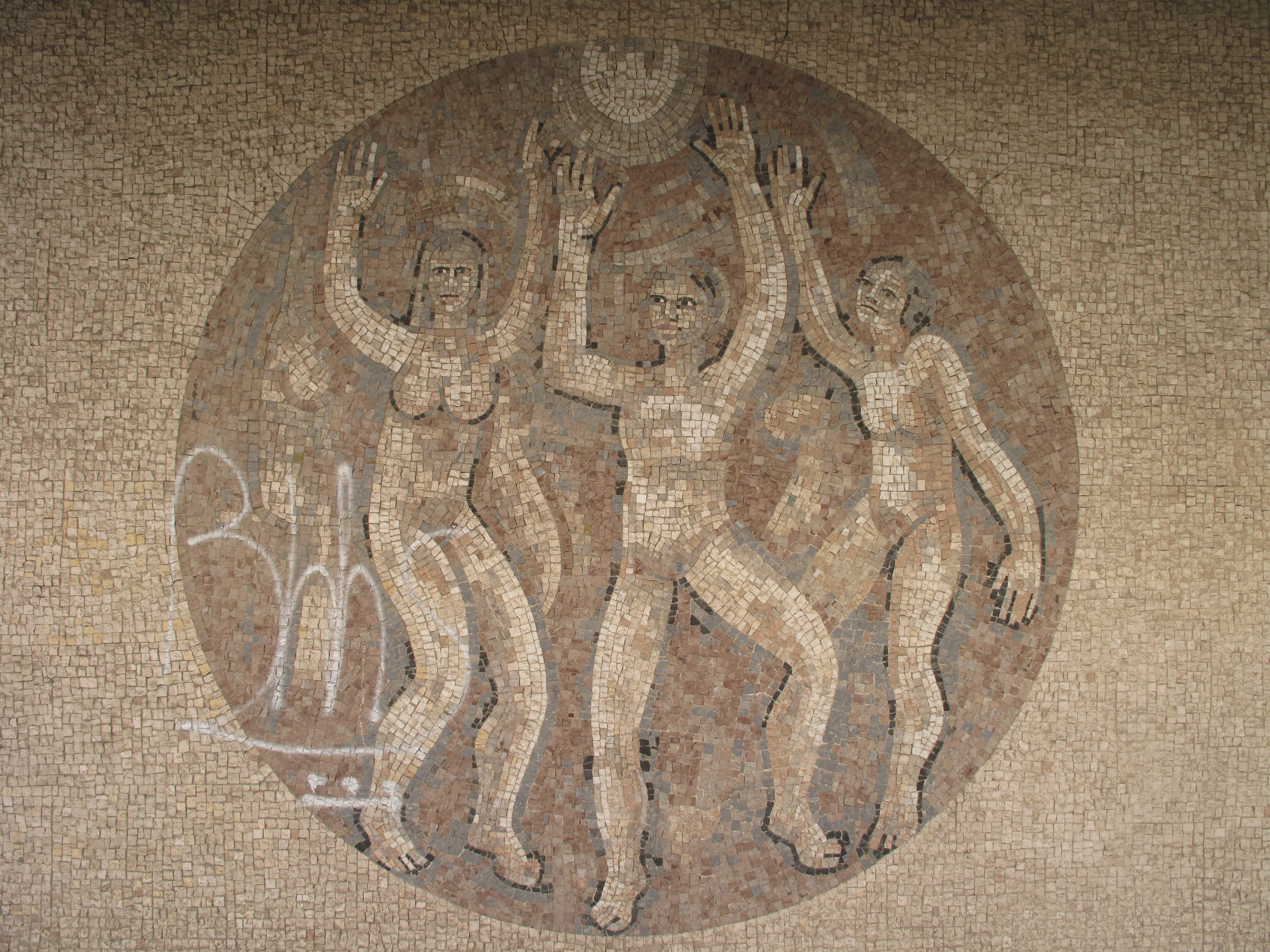
Čelní pohled na mozaiku
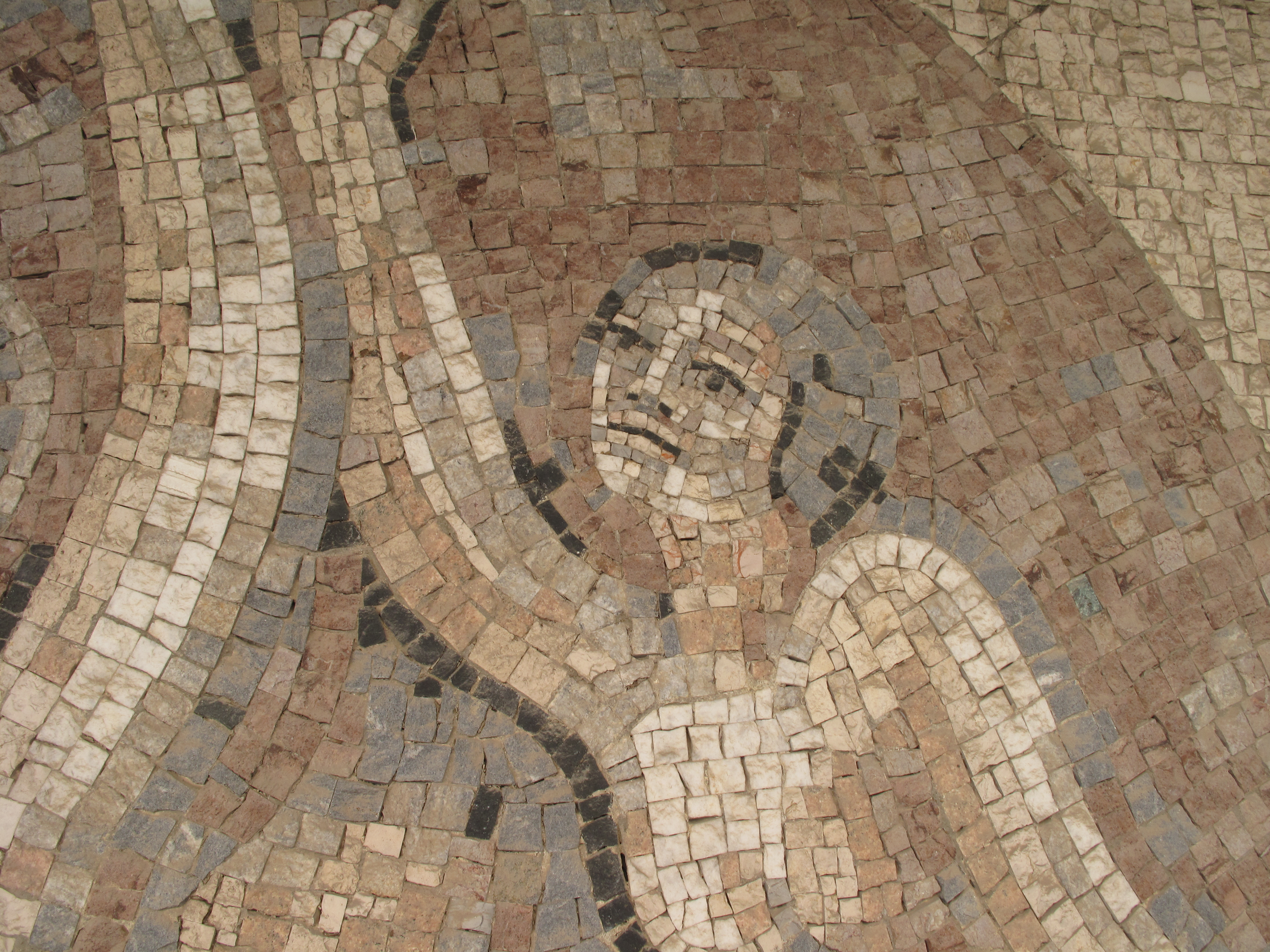
Detail, mostecké mozaiky
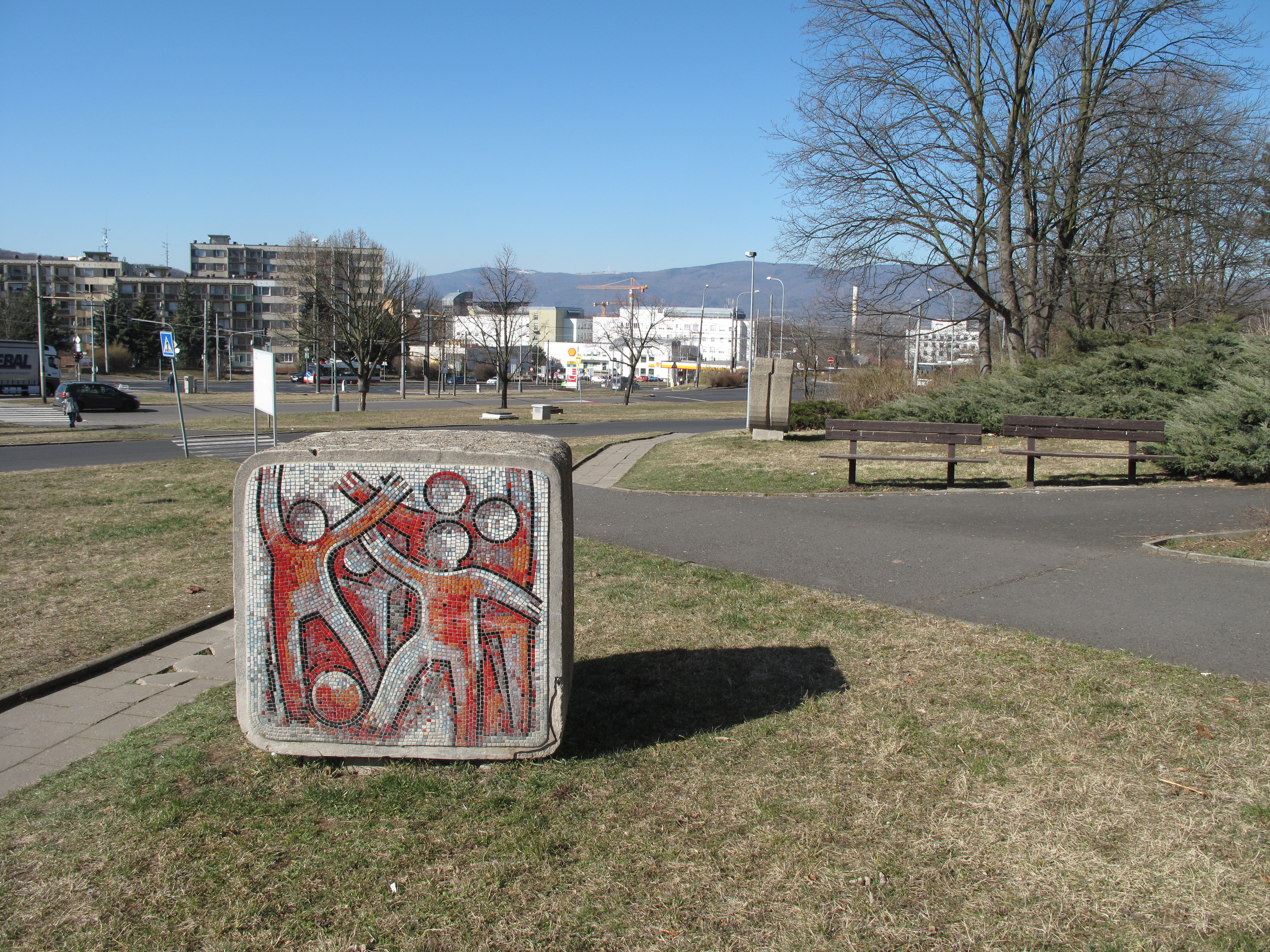
Mozaiková skulpture Fotbalisti, Ústí nad Labem
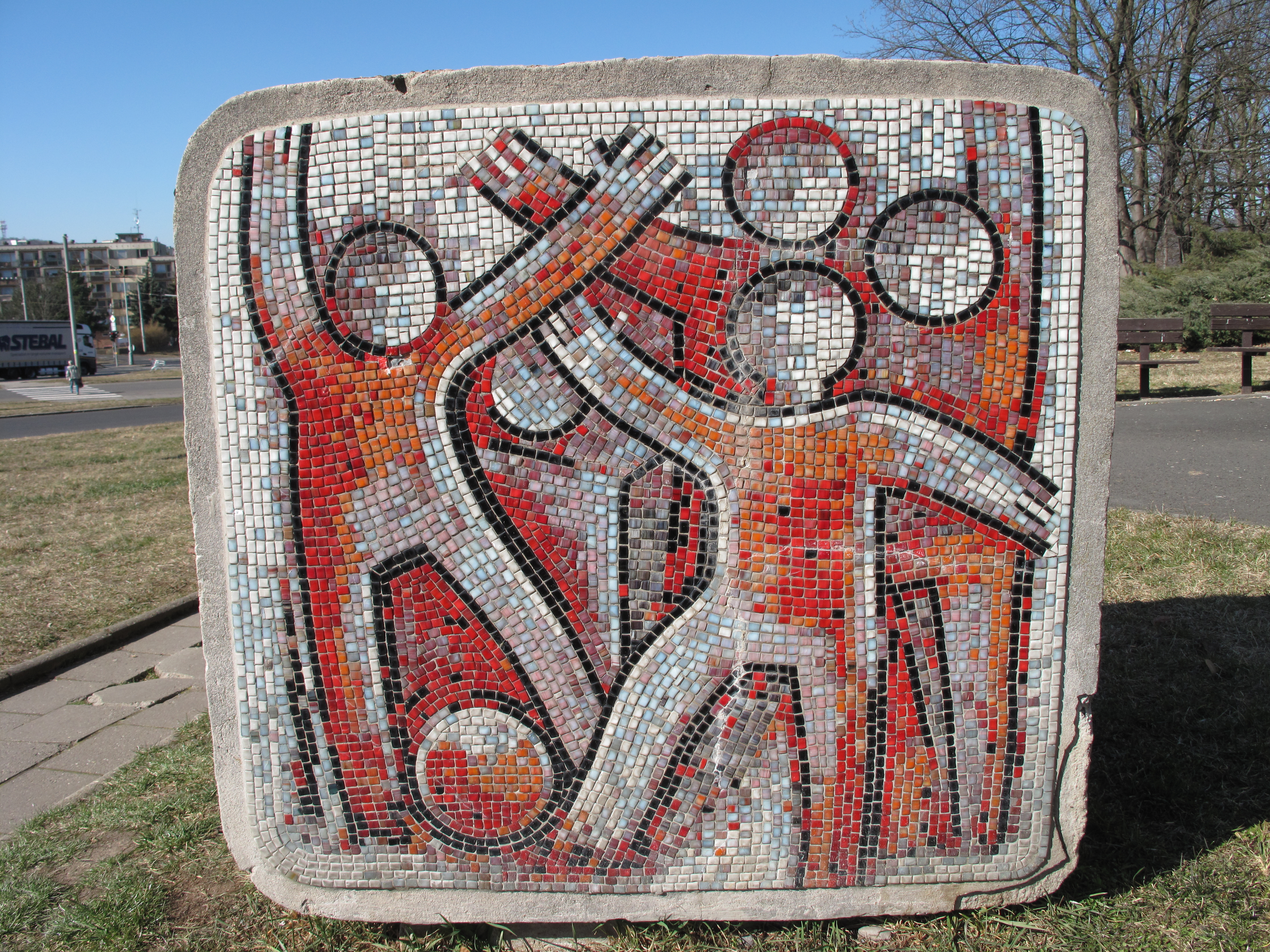
Fotbalisti, detail
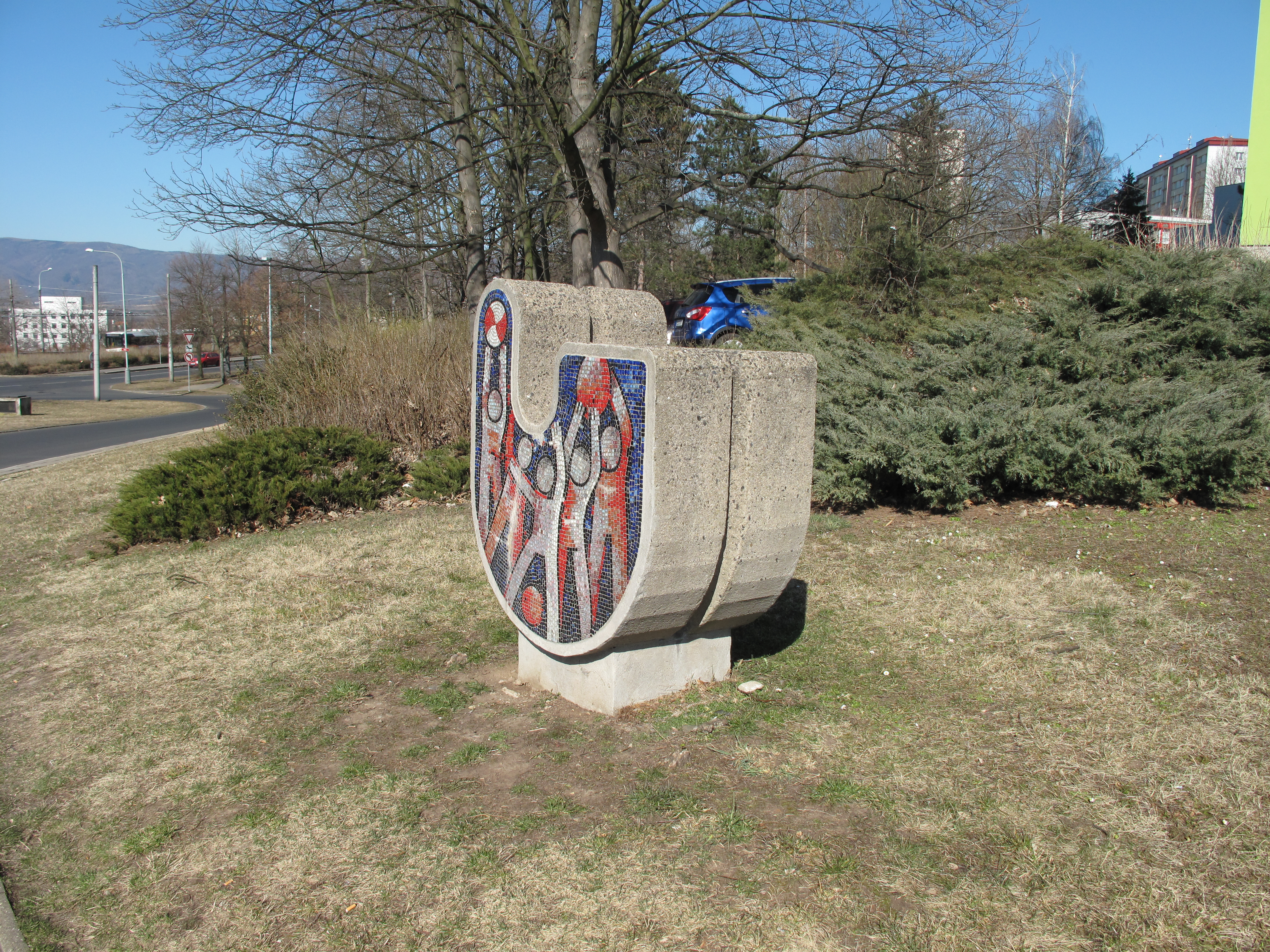
Volejbalisti